# گرستر، میسوری
گرستر (به انگلیسی: Gerster) یک روستا (ایالات متحده آمریکا) در ایالات متحده آمریکا است که در شهرستان سنت کلیر، میزوری واقع شده‌است.
 گرستر ۰٫۲۱ کیلومتر مربع مساحت و ۲۵ نفر جمعیت دارد و ۲۴۴ متر بالاتر از سطح دریا واقع شده‌است.